# Renealmia
Genre
Classification APG III (2009)

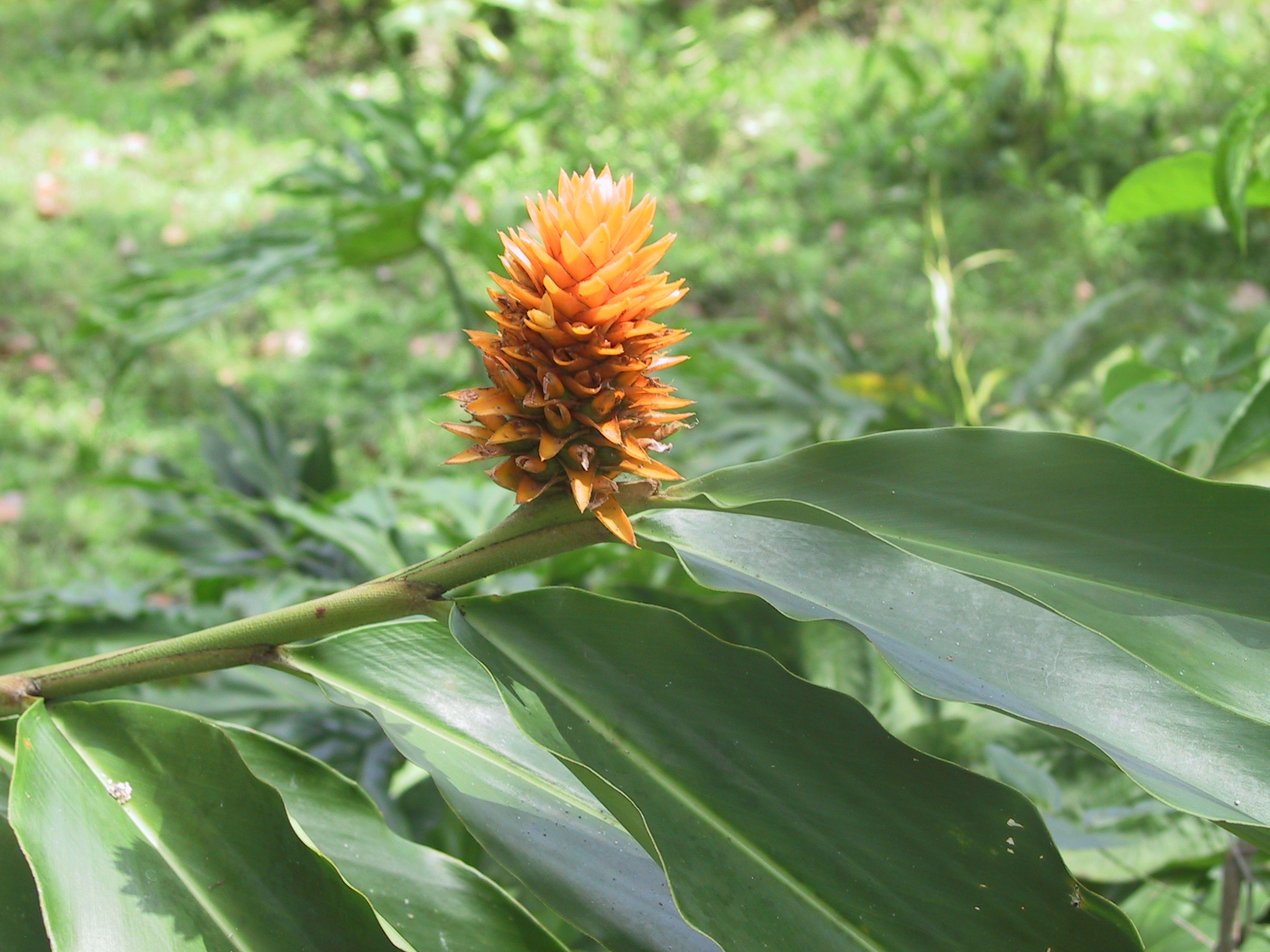
Renealmia cernua.

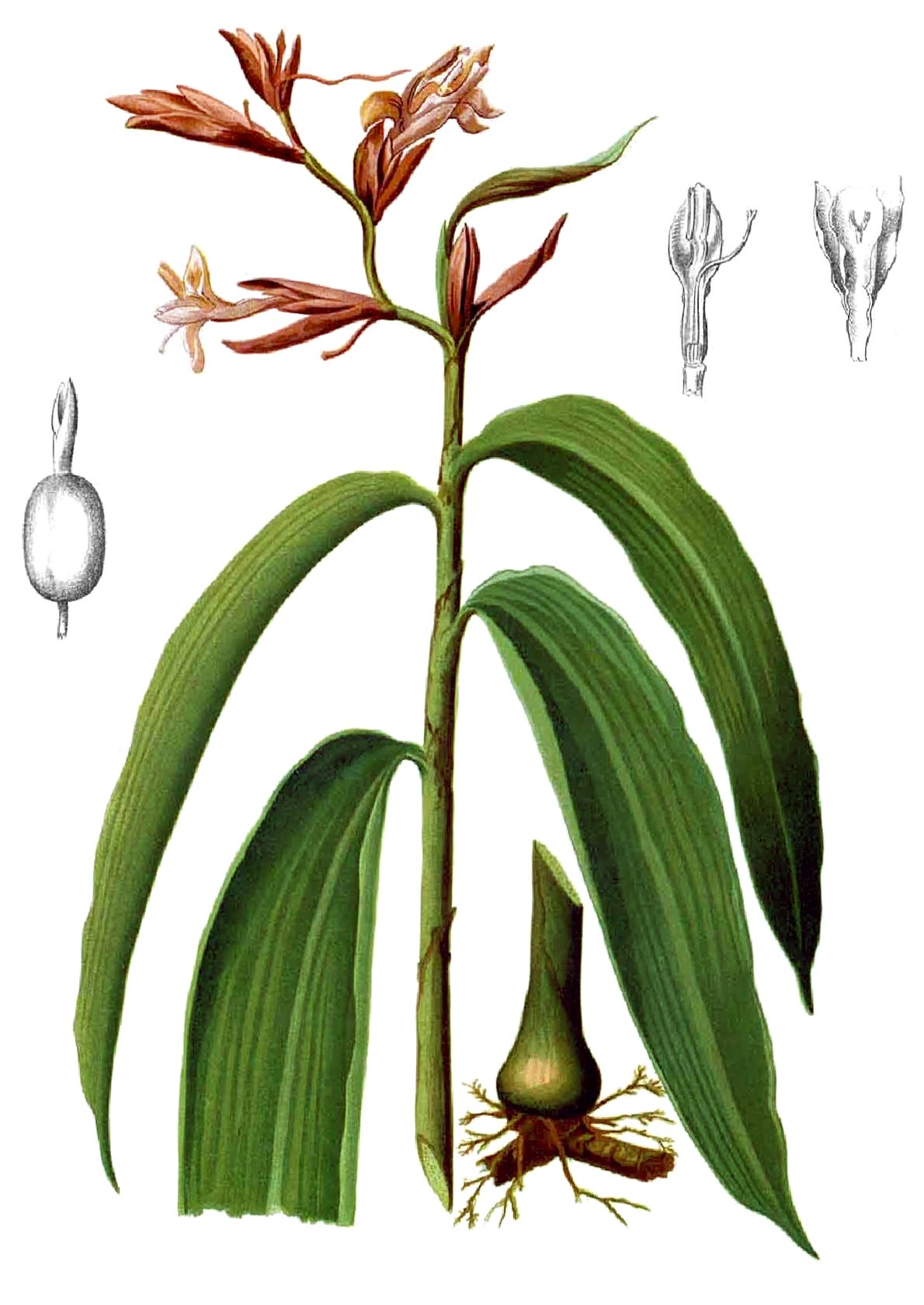
Renealmia alpinia.

Renealmia est un genre de plantes à fleurs de la famille des Zingiberaceae originaire des régions tropicales d'Afrique, d'Amérique centrale et du Sud.
Carl von Linné le Jeune l'a décrit pour la première fois en 1782 dans son ouvrage "Supplementum Plantarum systematis vegetabilium" et l'a dédié au botaniste français Paul Reneaulme.

## Liste d'espèces
Selon World Checklist of Selected Plant Families (WCSP) (12 oct. 2011) :

## Liste des espèces et sous-espèces
Selon NCBI (16 juil. 2010) :
- Renealmia cf. africana Harris 7158
- Renealmia alpinia
- Renealmia aromatica
- Renealmia battenbergiana
- Renealmia bracteata
- Renealmia breviscapa
- Renealmia aff. cabrae Poulsen 1171
- Renealmia cernua
- Renealmia cincinnata
- Renealmia concinna
- Renealmia congesta
- Renealmia congolana
- Renealmia dermatopetala
- Renealmia floribunda
- Renealmia foliifera
- Renealmia helenae
- Renealmia lucida
- Renealmia cf. macrocolea Roger 501
- Renealmia monosperma
- Renealmia pluriplicata
- Renealmia polyantha
- Renealmia polypus
- Renealmia aff. polypus GLA-2009
- Renealmia aff. polypus Harris 5762
- Renealmia pyramidalis
- Renealmia thyrsoidea
  - sous-espèce Renealmia thyrsoidea subpp. thyrsoidea
- Renealmia sp. GLA-2009
- Renealmia sp. Harris RBGE
- Renealmia sp. Kress 96-5713

## Liste d'espèces
Selon ITIS (16 juil. 2010) :
- Renealmia alpinia (Rottb.) Maas
- Renealmia jamaicensis (Gaertn.) Horan.
- Renealmia occidentalis (Sw.) Sweet

## Espèces aux noms synonymes, obsolètes et leurs taxons de référence
Selon World Checklist of Selected Plant Families (WCSP) (12 oct. 2011) :

## Liste d'espèces
Selon The Plant List (15/11/2021) :

### Espèces valides
- Renealmia acreana Maas
- Renealmia africana Benth.
- Renealmia alborosea K.Schum.
- Renealmia alpinia (Rottb.) Maas
- Renealmia alticola Maas
- Renealmia angustifolia K.Schum.
- Renealmia aromatica (Aubl.) Griseb.
- Renealmia asplundii Maas
- Renealmia aurantifera Maas
- Renealmia batangana K.Schum.
- Renealmia battenbergiana Cummins ex Baker
- Renealmia brachythyrsa Loes.
- Renealmia bracteata De Wild. & T.Durand
- Renealmia brasiliensis K.Schum.
- Renealmia breviscapa Poepp. & Endl.
- Renealmia cabrae De Wild. & T.Durand
- Renealmia cabraei De Wild. & T. Dur.
- Renealmia caucana Maas
- Renealmia cernua (Sw. ex Roem. & Schult.) J.F.Macbr.
- Renealmia chalcochlora K.Schum.
- Renealmia chiriquina Standl.
- Renealmia choroniensis Maas
- Renealmia chrysotricha Petersen
- Renealmia cincinnata (K.Schum.) T.Durand & Schinz
- Renealmia concinna Standl.
- Renealmia congesta Maas
- Renealmia congoensis Gagnep.
- Renealmia congolana De Wild. & T.Durand
- Renealmia costaricensis Standl.
- Renealmia cuatrecasasii Maas
- Renealmia cylindrica Maas & H.Maas
- Renealmia densiflora Urb.
- Renealmia densispica Koechlin
- Renealmia dermatopetala K.Schum.
- Renealmia dewevrei De Wild. & T.Durand
- Renealmia dolichocalyx Maas
- Renealmia dressleri Maas
- Renealmia engleri K.Schum.
- Renealmia erythrocarpa Standl.
- Renealmia ferruginea Maas
- Renealmia floribunda K.Schum.
- Renealmia foliifera Standl.
- Renealmia fragilis Maas
- Renealmia guianensis Maas
- Renealmia heleniae Maas
- Renealmia jamaicensis (Gaertn.) Horan.
- Renealmia krukovii Maas
- Renealmia laxa K.Schum.
- Renealmia ligulata Maas
- Renealmia longifolia K.Schum.
- Renealmia lucida Maas
- Renealmia macrocolea K.Schum.
- Renealmia maculata Stapf
- Renealmia mannii Hook.f.
- Renealmia matogrossensis Maas
- Renealmia mexicana Klotzsch ex Petersen
- Renealmia microcalyx Maas & H.Maas
- Renealmia monosperma Miq.
- Renealmia multiplicata Maas
- Renealmia nicolaioides Loes.
- Renealmia oligosperma K.Schum.
- Renealmia oligotricha Maas
- Renealmia orinocensis Rusby
- Renealmia pacifica (Maas) Maas & H.Maas
- Renealmia pallida Maas
- Renealmia petasites Gagnep.
- Renealmia pirrensis Maas & H.Maas
- Renealmia pluriplicata Maas
- Renealmia polyantha K.Schum.
- Renealmia polypus Gagnep.
- Renealmia puberula Steyerm.
- Renealmia purpurea Maas & H.Maas
- Renealmia pycnostachys K.Schum.
- Renealmia pyramidalis (Lam.) Maas
- Renealmia racemosa Poepp. & Endl.
- Renealmia reticulata Gagnep.
- Renealmia sancti-thomae I.M.Turner
- Renealmia scaposa Maas
- Renealmia sessilifolia Gagnep.
- Renealmia stellulata Steyerm.
- Renealmia stenostachys K.Schum.
- Renealmia thyrsoidea (Ruiz & Pav.) Poepp. & Endl.
- Renealmia urbaniana Loes.
- Renealmia vallensis Maas
- Renealmia variegata Maas & H.Maas
- Renealmia wurdackii Maas

### Noms non résolus
- Renealmia albiflora Kuntze
- Renealmia calthifolia Kuntze
- Renealmia capensis Houtt.
- Renealmia capitata Kuntze
- Renealmia cincinnata Baker
- Renealmia congestifolia Kuntze
- Renealmia gracillima Loes.
- Renealmia lasiosperma Kuntze
- Renealmia latifolia Kuntze
- Renealmia macroloba K. Schum.
- Renealmia ovata Kuntze
- Renealmia pulverulentus C. Presl
- Renealmia urunovii Maas
- Renealmia violifolia Kuntze